# Jean-Pierre Moutier
Pour les articles homonymes, voir Moutier (homonymie).
Jean-Pierre Raaflaub dit Jean-Pierre Moutier, né le 6 décembre 1929 à Moutier (Jura bernois) et mort le 27 novembre 2005 à Genève, est un acteur suisse.

## Filmographie partielle
- 1957 : À pied, à cheval et en voiture, de Maurice Delbez : Un copain de Mireille
- 1958 : Et ta sœur, de Maurice Delbez
- 1958 : Faibles Femmes, de Michel Boisrond
- 1958 : Les Motards, de Jean Laviron
- 1958 : Le Petit Prof, de Carlo Rim : Un appelé (période 1946)
- 1958 : Une balle dans le canon, de Michel Deville et Charles Gérard
- 1958 : À pied, à cheval et en spoutnik, de Jean Dréville
- 1959 : Les Héritiers, de Jean Laviron : Un garde en armure
- 1959 : Marie des îles, de Georges Combret
- 1961 : Le Septième Juré, de Georges Lautner : Albert Testud, témoin à l'audience
- 1963 : Les Tontons flingueurs, de Georges Lautner : L'invité de Patricia en retard
- 1964 : Les Barbouzes, de Georges Lautner : L'adjoint du colonel Lanoix
- 1964 : Lucky Jo, de Michel Deville : Le barman de Napo
- 1964 : Les Cinq Dernières Minutes : 45 tours... et puis s'en vont de Bernard Hecht série TV
- 1964 : Moi et les hommes de quarante ans, de Jacques Pinoteau : Un coiffeur
- 1964 : Le Petit Monstre, de Jean-Paul Sassy
- 1965 : Les bons vivants, de Gilles Grangier et Georges Lautner : l'adjoint de Léon Haudepin
- 1967 : Trois filles vers le soleil, de Roger Fellous
- 1967 : Les Cinq Dernières Minutes, épisode Un mort sur le carreau de Roland-Bernard, série TV
- 1968 : L'homme du "Picardie", de Jacques Ertaud : L'épicier
- 1968 : Les Enquêtes du commissaire Maigret, épisode L'Inspecteur Cadavre de Michel Drach, série TV : le facteur Joseph
- 1973 : Le Funambule, de Serge Poljinsky
- 1974 : Pas si méchant que ça, de Claude Goretta
- 1978 : Messidor, d'Alain Tanner